# Petter Jamvold
Gunnar Petter Jamvold  (Løten, 27 augustus 1896 – Oslo, 4 juni 1962) was een Noors zeiler.
Jamvold won samen met zijn neef Gunnar Jamvold tijdens de Olympische Zomerspelen 1920 de gouden medaille in de 10 meter klasse model 1907, de Noorse boot was de enige boot die deelnam in deze klasse.

## Olympische Zomerspelen
| Jaar | Plaats    | Resultaten                 |
| ---- | --------- | -------------------------- |
| 1920 | Antwerpen | 10 meter klasse model 1907 |

1912: Filip Ericsson / Carl Hellström / Paul Isberg / Humbert Lundén / Herman Nyberg / Harry Rosenswärd / Erik Wallerius / Harald Wallin ·
1920 (model 1907): Erik Herseth / Sigurd Holter / Gunnar Jamvold / Petter Jamvold / Claus Juell / Ingar Nielsen / Ole Sørensen ·
1920 (model 1919): Charles Arentz / Otto Falkenberg / Robert Giertsen / Willy Gilbert / Halfdan Schjøtt / Trygve Schjøtt / Arne Sejersted